# 朱利安·罗斯福
朱利安·罗斯福（英語：Julian Roosevelt，1924年11月14日—1986年3月27日），美国男子帆船运动员。他曾代表美国参加1948年和1952年夏季奥林匹克运动会帆船比赛，其中1952年夏季奥运会获得一枚金牌。